# Pike
Pike – interpretowany język programowania o składni zbliżonej do języka C.
Początkowo od 1994 funkcjonował pod nazwą µLPC jako stworzona przez szwedzkiego programistę, Fredrika Hübinette reimplementacja języka LPC z bardziej permisywną licencją. Nazwa Pike została przyjęta ok. 1996 roku ze względów marketingowych. W 2002 firma Roxen, w której pracował Hübinette, przekazała prawa do języka Uniwersytetowi Linköping.

## Zastosowania
Sprawdza się w zastosowaniach internetowych i szybkim przetwarzaniu tekstu. Jest bazowym językiem systemu zarządzania treścią rozwijanego przez szwedzką firmę Roxen AB na bazie serwera o tej samej nazwie. Stanowi podstawę środowiska serwerowego Opery Mini.

## Charakterystyka
Podobieństwo do C/C++ sprawia, że osoby piszące wcześniej w tych językach łatwo się go uczą.
Pike zawiera wiele zaawansowanych struktur danych, takich jak zbiory, typowane tablice asocjacyjne oraz wyrażenia lambda.

## Przykłady
Przykładowy kod:
```
import
 
Stdio
;

int
 
main
()

{
historia

   
string
 
name
;

   
write
(
"Hello, world !
\n
What's your name ?
\n
"
);

   
sscanf
(
stdin
->
gets
(),
 
"%s"
,
 
name
);

   
write
(
"Hello, %s
\n
"
,
 
name
);

   
return
 
0
;

}

```

### Przykład użycia preprocesora
PPP – Pike PreProcessor – rozumie dyrektywy takie jak:
- #define – tak samo jak w C
- #include – włączyć zawartość pliku
- #string – włączyć zawartość pliku jako łańcuch tekstowy
- dyrektywy kompilacji warunkowej

Plik ppp.inc:
```
Hello, world
```

Plik wykonywalny:
```
#define foo bar

#define i(j) import j;

i
(
Stdio
);

int
 
main
()

{

   
string
 
foo
 
=
 
#
string
 
"ppp.inc"
;

   
write
 
(
"%s"
,
 
bar
);

   
return
 
0
;

}

```

### Przykład zmiennej tablicowej
W przykładzie arr to tablica dowolnych rozmiarów złożona ze zmiennych typu string:
```
import
 
Stdio
;

int
 
main
()

{

   
array
 
(
string
)
 
arr
;

   
string
 
s
;

   
arr
 
=
 
({
"He"
,
 
"llo, "
,
 
"world!
\n
"
});

   
foreach
 
(
arr
,
 
s
)

      
write
(
"%s"
,
 
s
);

   
return
 
0
;

}

```

### Lambda-wyrażenia
Funkcje można zwracać albo tak jak w C, albo za pomocą notacji lambda.
```
import
 
Stdio
;

string
 
foo
 
()

{

   
return
 
"Ala"
;

}

string
 
bar
 
()

{

   
return
 
" ma "
;

}

function
 
f
 
(
int
 
i
)

{

   
return
 
i
 
?
 
foo
 
:
 
bar
;

}

function
 
g
 
(
int
 
i
)

{

   
return
 
(
i
 
?

   
(
 
lambda
()
 
{
return
 
"kota"
;}
 
)
:

   
(
 
lambda
()
 
{
return
 
".
\n
"
;}
 
));

}

int
 
main
()

{

   
write
(
"%s"
,
 
f
 
(
1
)());

   
write
(
"%s"
,
 
f
 
(
0
)());

   
write
(
"%s"
,
 
g
 
(
1
)());

   
write
(
"%s"
,
 
g
 
(
0
)());

   
return
 
0
;

}

```

Program wypisze na standardowym wyjściu "Ala ma kota."historia

### Tablice asocjacyjne
W Pike można używać tablic asocjacyjnych.
```
import
 
Stdio
;

int
 
main
()

{

   
mapping
 
(
int
:
 
string
)
 
map1
;

   
mapping
 
(
string
:
 
string
)
 
map2
;

   
map1
 
=
 
([
100
:
"ala"
,
 
200
:
"ma"
,
 
300
:
"kota"
]);

   
map2
 
=
 
([
"ma"
:
"kota"
,
 
"kot"
:
"pies"
,
 
"kasia"
:
"basia"
]);

   
write
(
"map1[200] = %s
\n
"
,
 
map1
[
200
]);

   
write
(
"map2[map1[200]] = %s
\n
"
,
 
map2
[
map1
[
200
]]);

   
return
 
0
;

}

```